# 李蓝
李蓝（1957年—），汉族，中华人民共和国政治人物、第十一届全国政协委员。
加入中国农工民主党，担任中国社会科学院语言研究所方言研究室副主任。2008年，当选第十一届全国政协委员，代表社会科学界，分入第三十三组。